# پارک‌های ملی ناندا دیوی و دره گلها
پارک‌های ملی ناندا دیوی و دره گلها (به انگلیسی: Nanda Devi and Valley of Flowers National Parks) یک پارک ملی در هند است که در اوتاراکند واقع شده‌است.

## میراث جهانی
این پارک در فهرست میراث جهانی یونسکو ثبت شده است.